# 阿伯克德
阿伯克德（Aberchirder）是英国苏格兰阿伯丁郡的一个村，位于塔里夫以西9.6公里处。总人口1200（2006年估计）。
阿伯克德建于1764年，当时称作Foggieloan。1823年，更为阿伯克德。